# 重元寺
重元寺是一座佛教禪宗寺廟，位于中國江蘇省蘇州市蘇州工業園區，其歷史可以追溯到梁武帝天監二年（503年）。原名重玄寺，清代因避康熙帝玄燁之名諱，改「玄」為「元」，重元寺名沿用至今。2003年11月江蘇省政府批准重建重元寺，寒山寺住持秋爽大和尚兼任住持。

## 歷史
天監二年（503年），長洲縣官員陸僧瓚奏請梁武帝建重雲寺，梁武帝表示嘉許，欽賜匾額題為「大梁廣德重玄寺」，但是「重雲」被誤題為「重玄」，從此改稱「重玄寺」。
唐會昌二年（842年），武宗滅佛，重玄寺被迫遷往蘇州城外唯亭鎮。
元朝至順年間（1330-1333年），重元寺毀於火。至正年間（1341-1368年），悅南楚和尚重建重玄寺。
清朝時，因避康熙帝玄燁之諱，易「玄」為「元」，重元寺名延用至今。
1966年，文化大革命開始，重元寺最終毀於文革年代。
2003年，江蘇省政府批准重建重元寺。重元寺於2007年11月17日開光。2010年，重元寺升格為國家4A級旅遊景區。

## 观音像和观音群雕
重元寺最出名的是其室内观音像和观音群雕，该观音圣像高33米，重88吨，是中国最高的室内观音像。
海岛观音群雕面积300多平方米，以善财童子五十三参的故事为背景创作，是中国最大的海岛观音群雕。

## 画廊

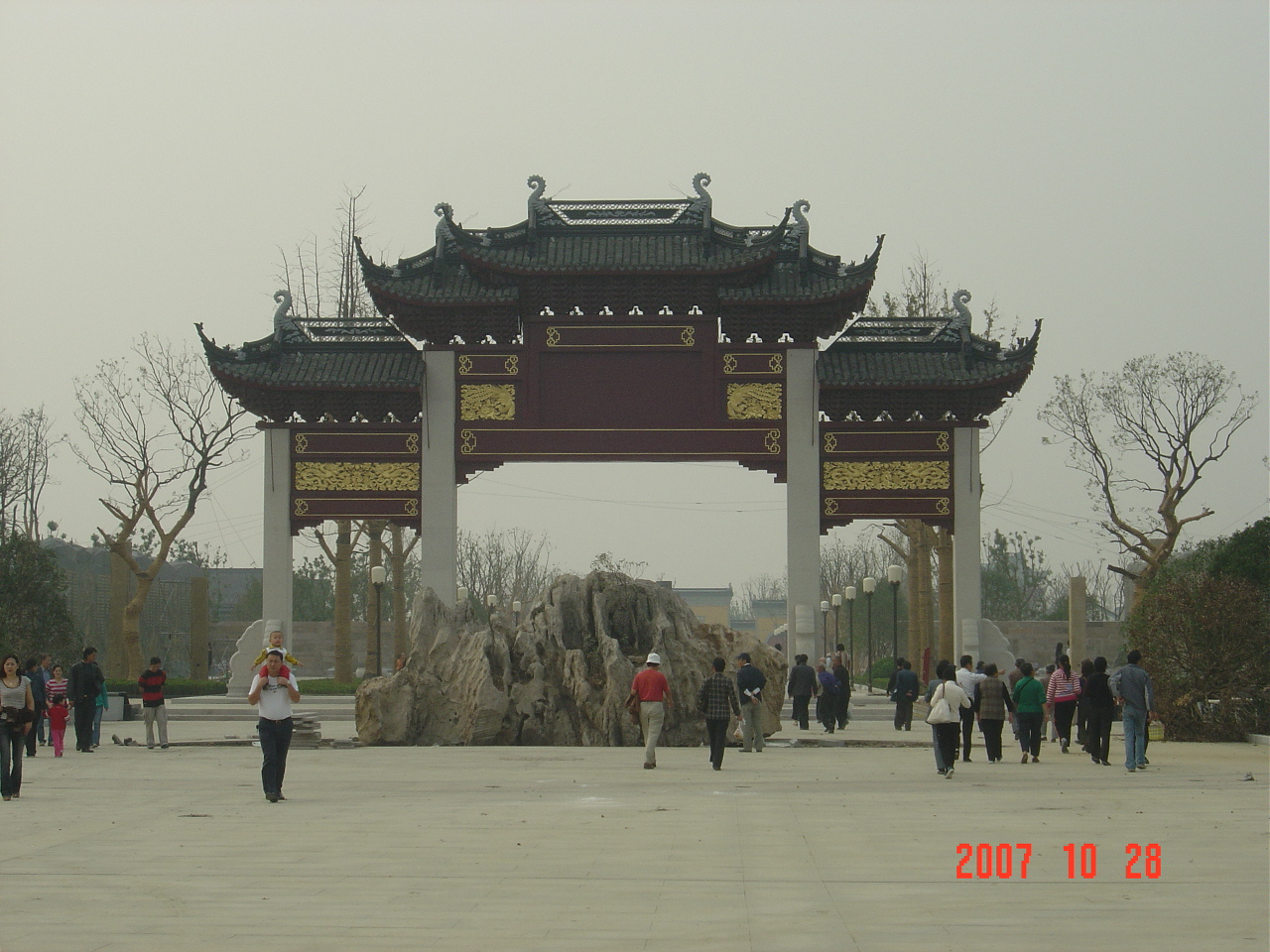
重元寺大门
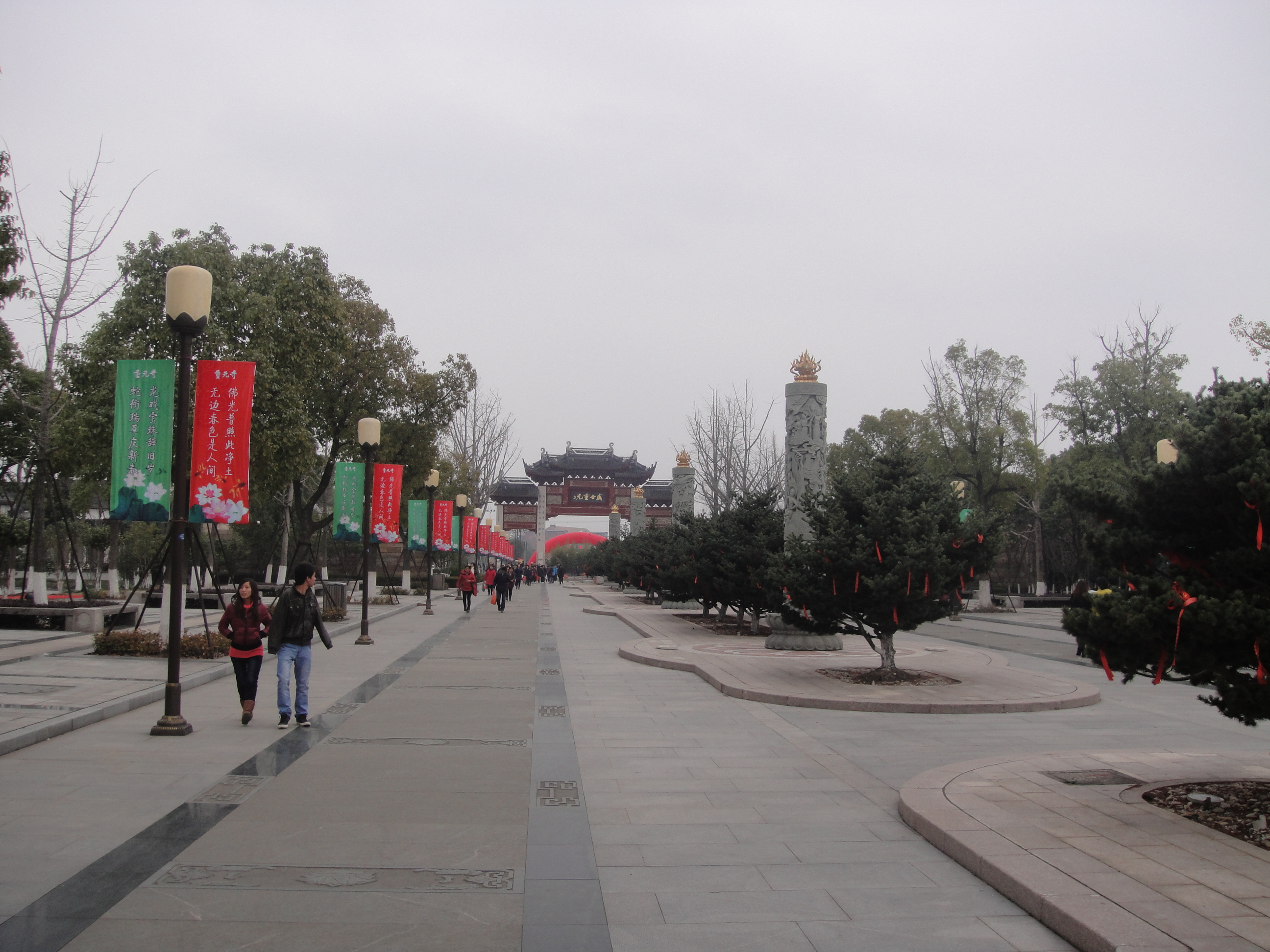
入口
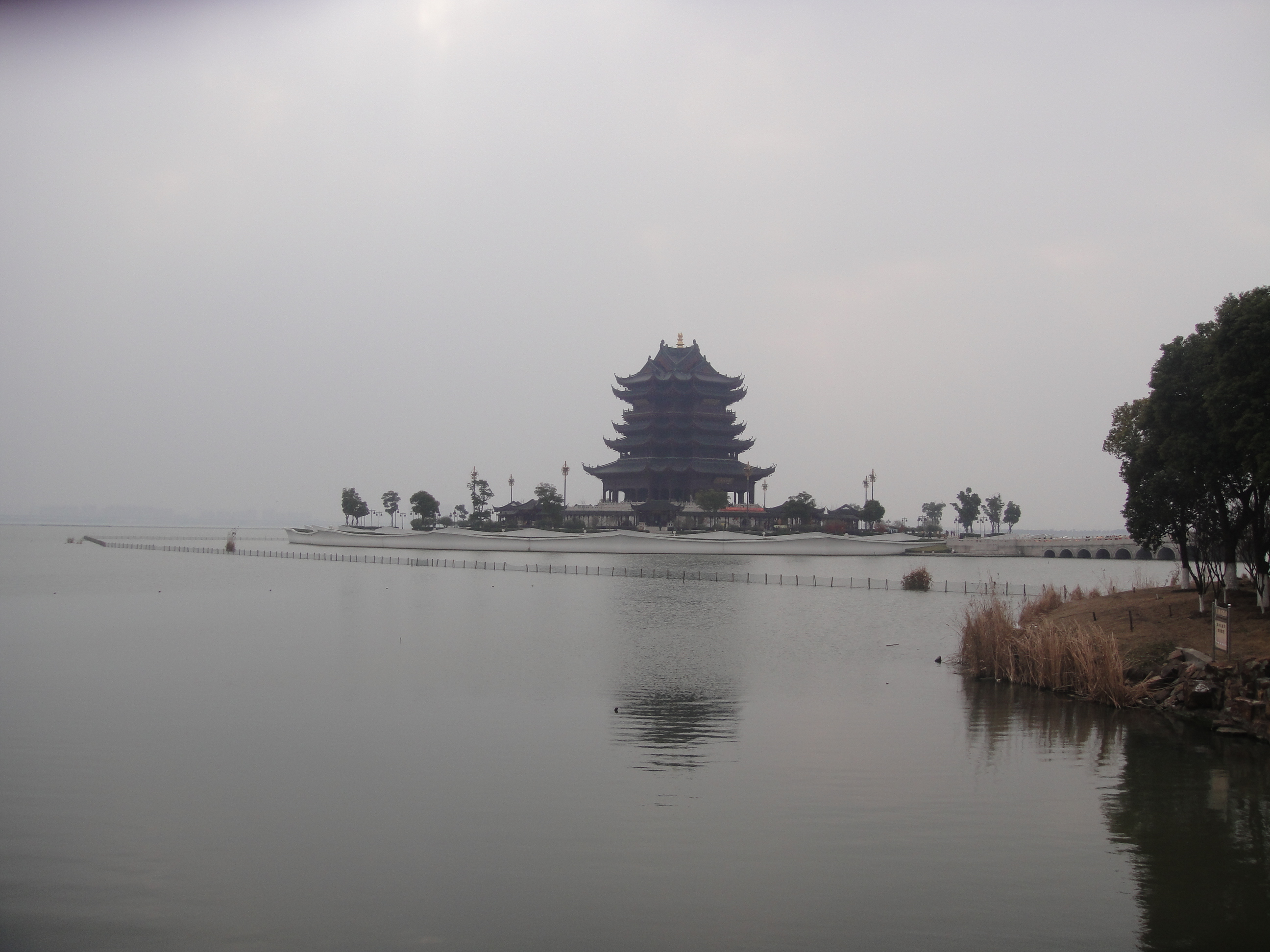
远望观音阁
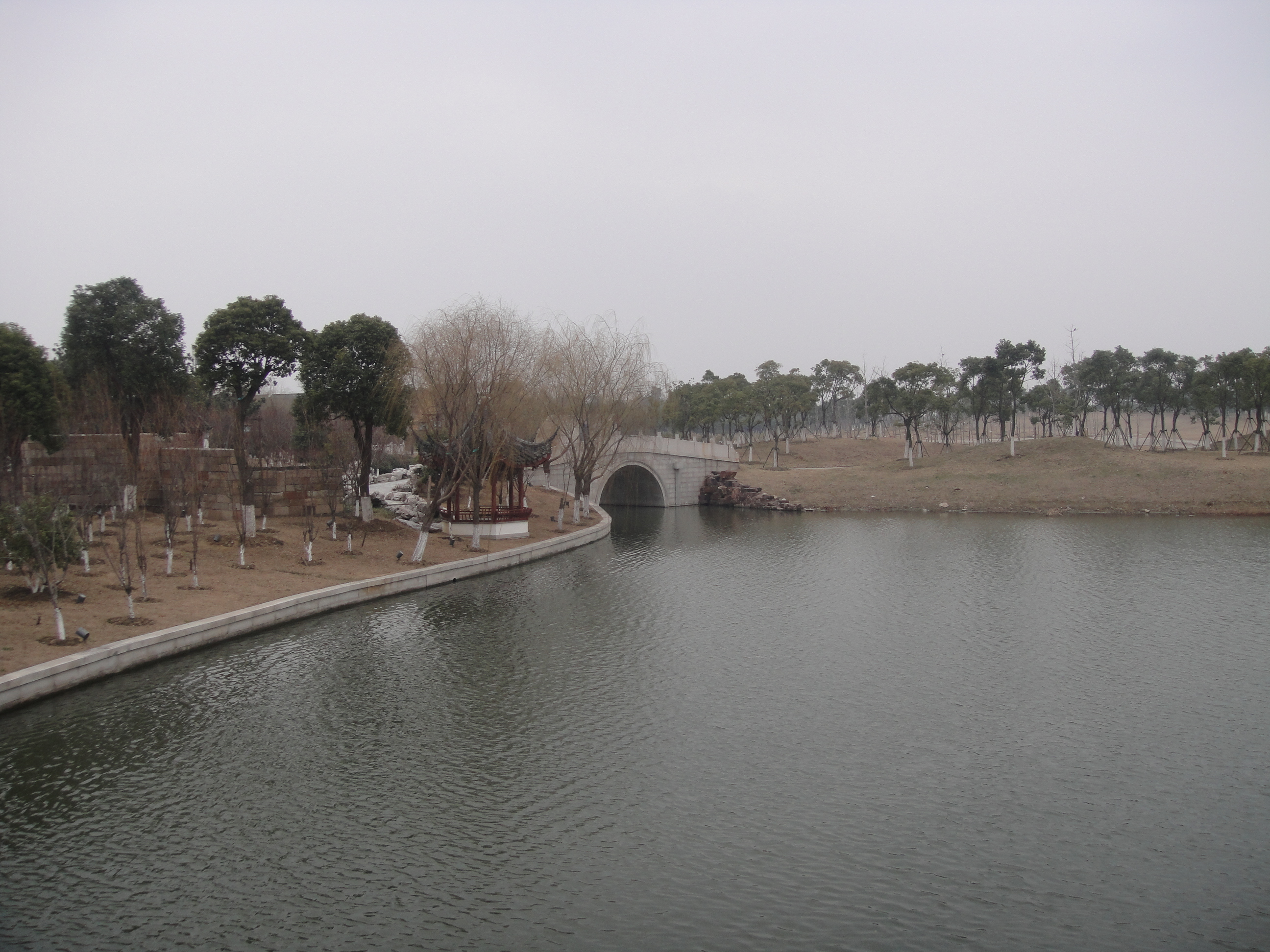
周边
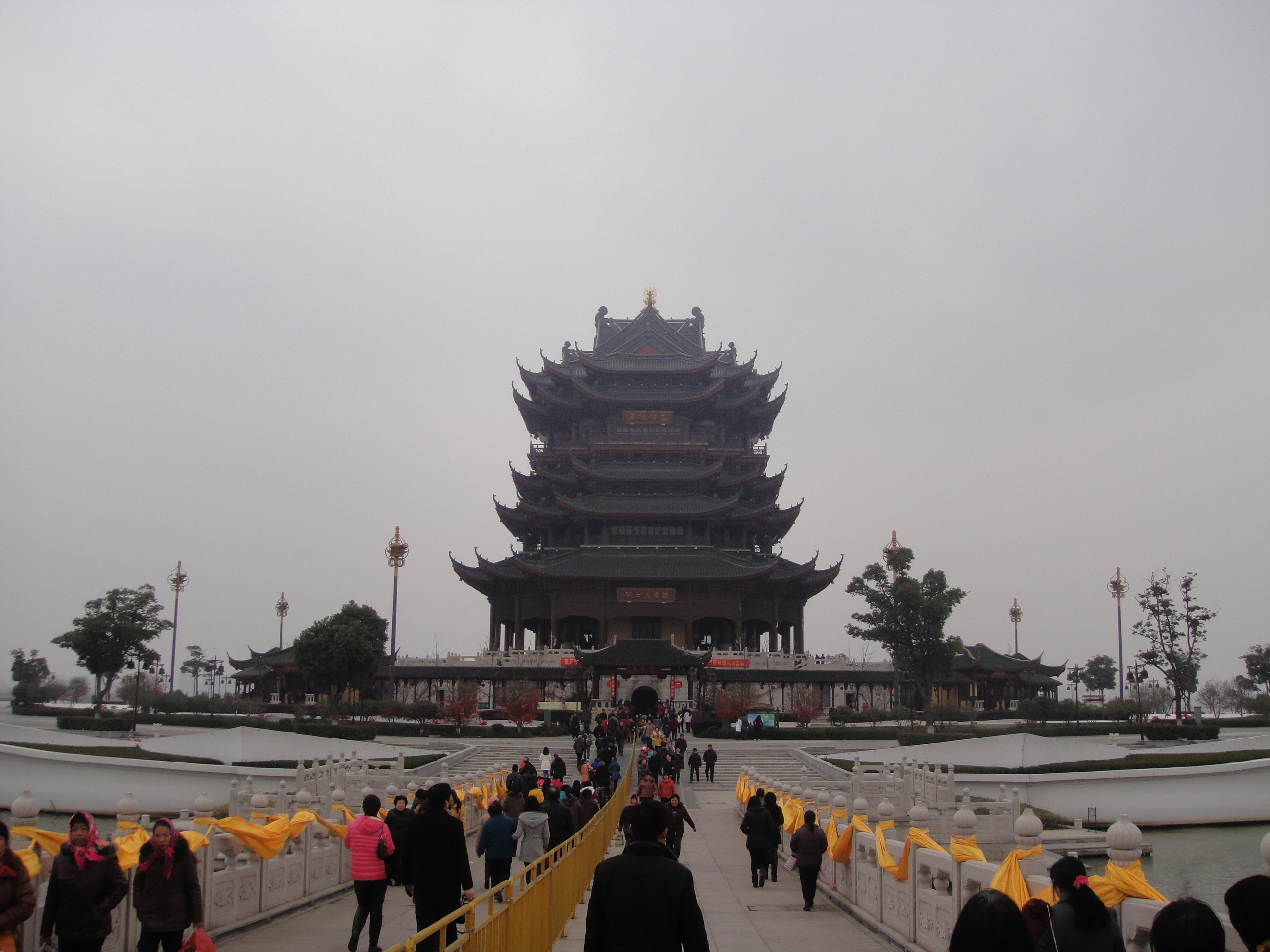
观音阁
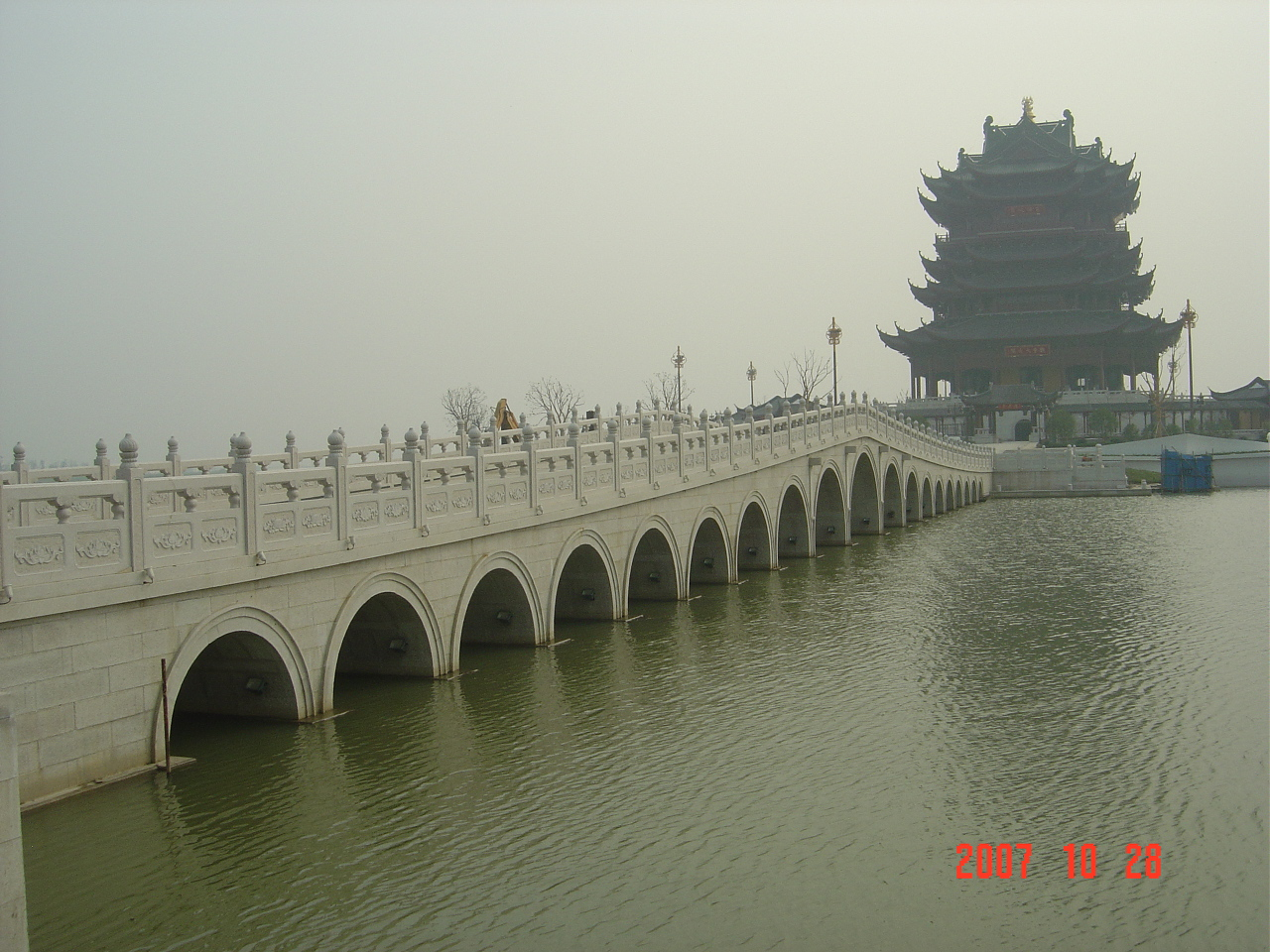
观音阁
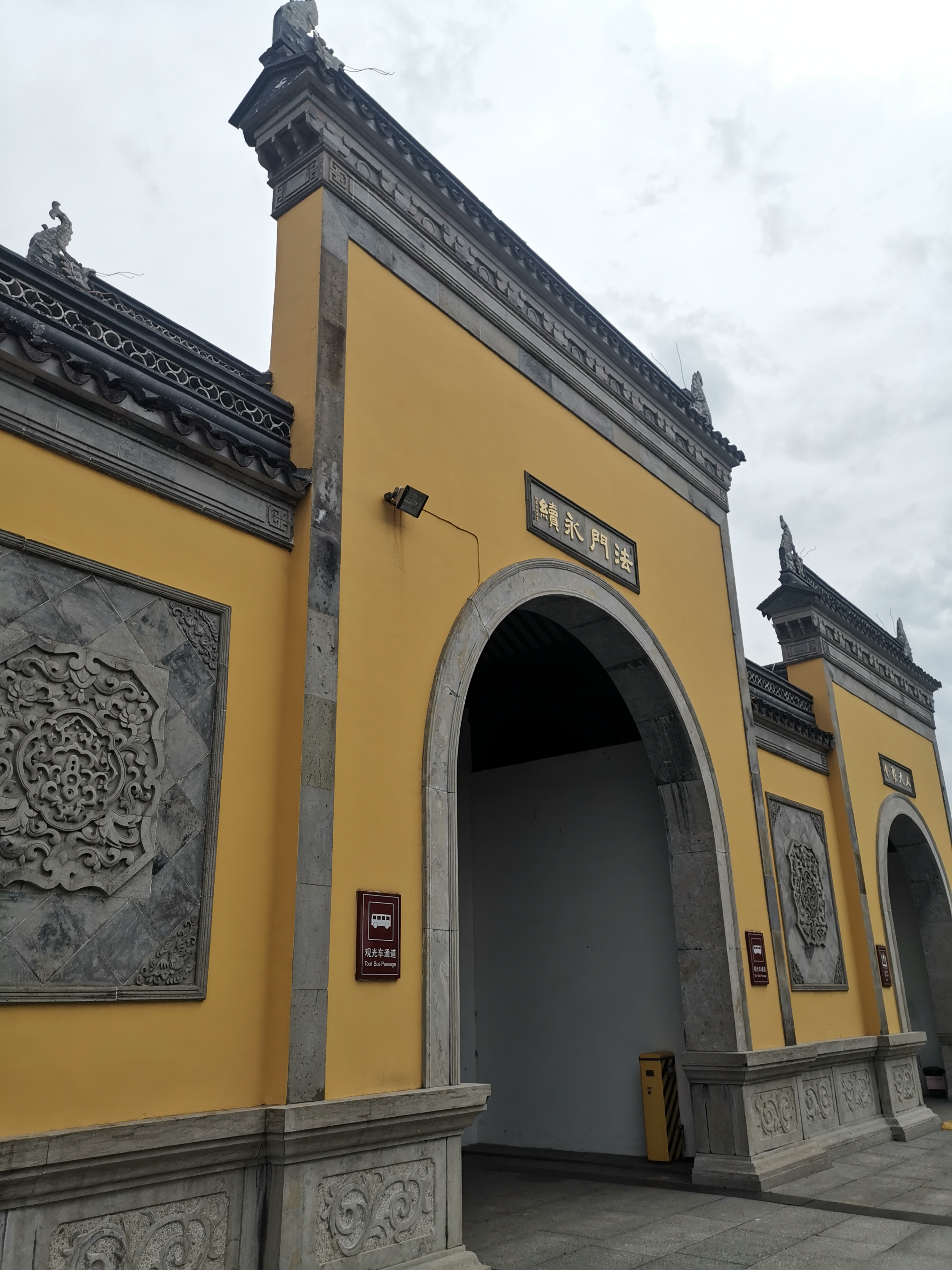
2020年 重元寺大门
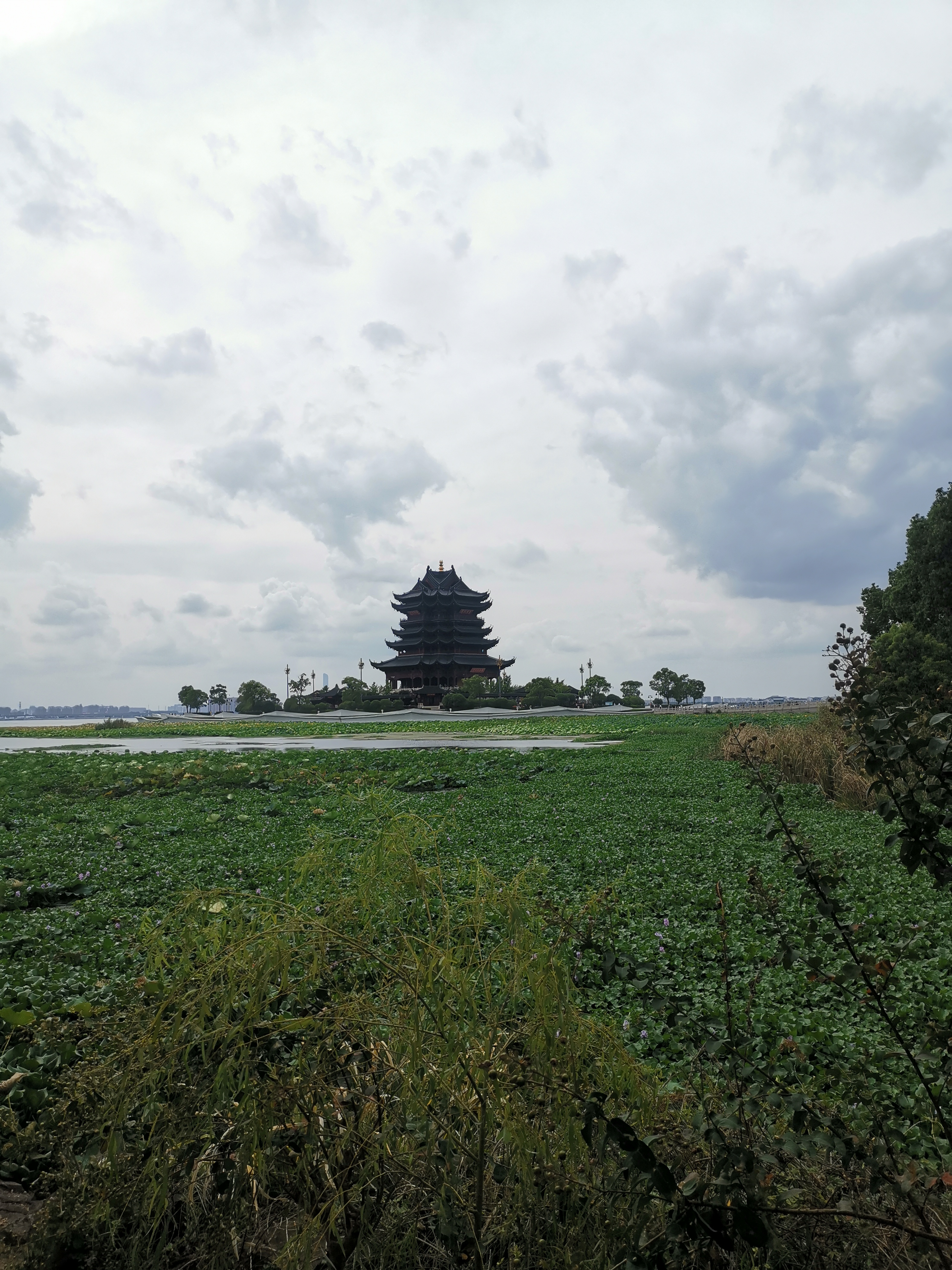
2020年 远景
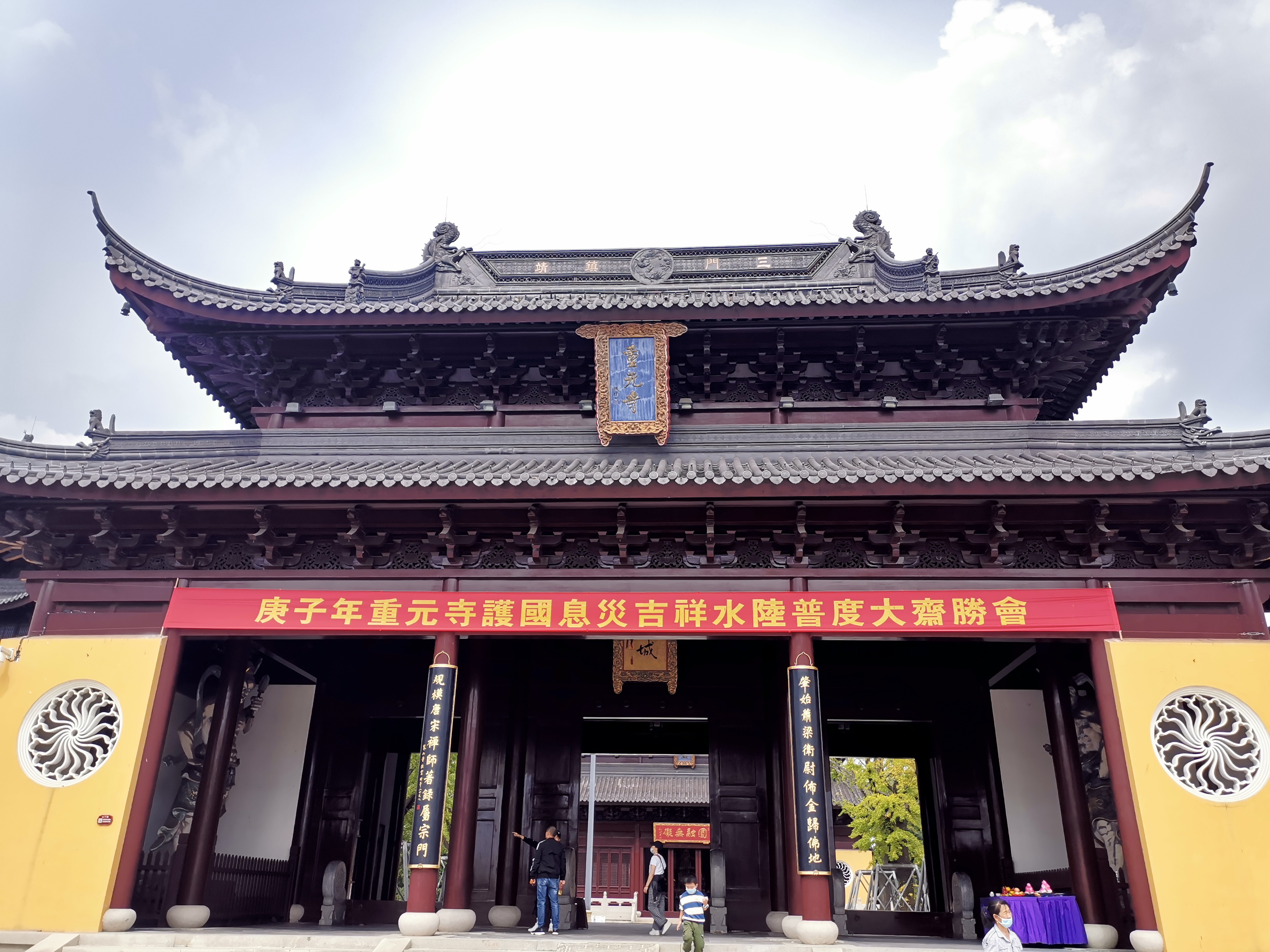
2020年 山门殿
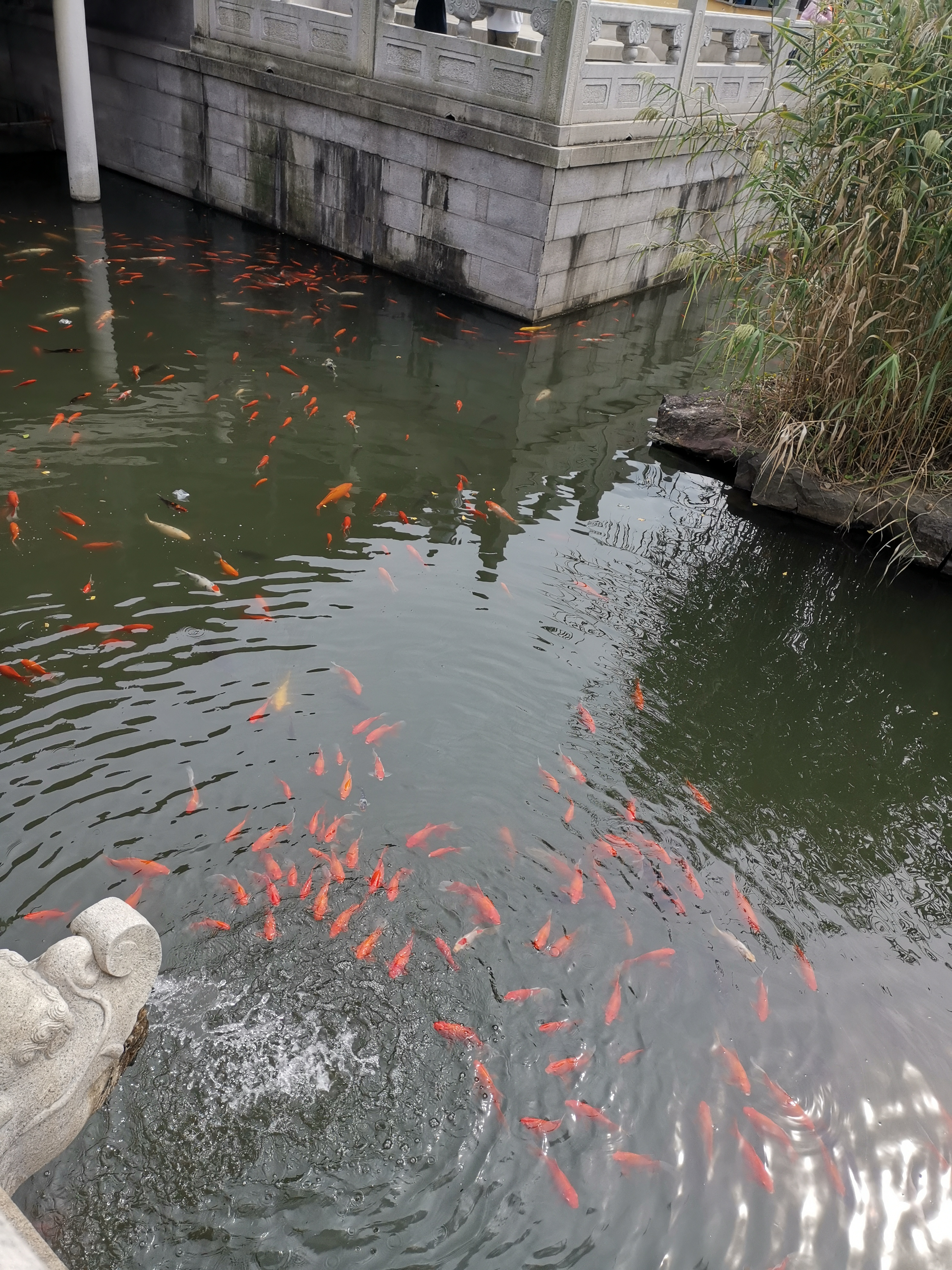
2020年 养生池
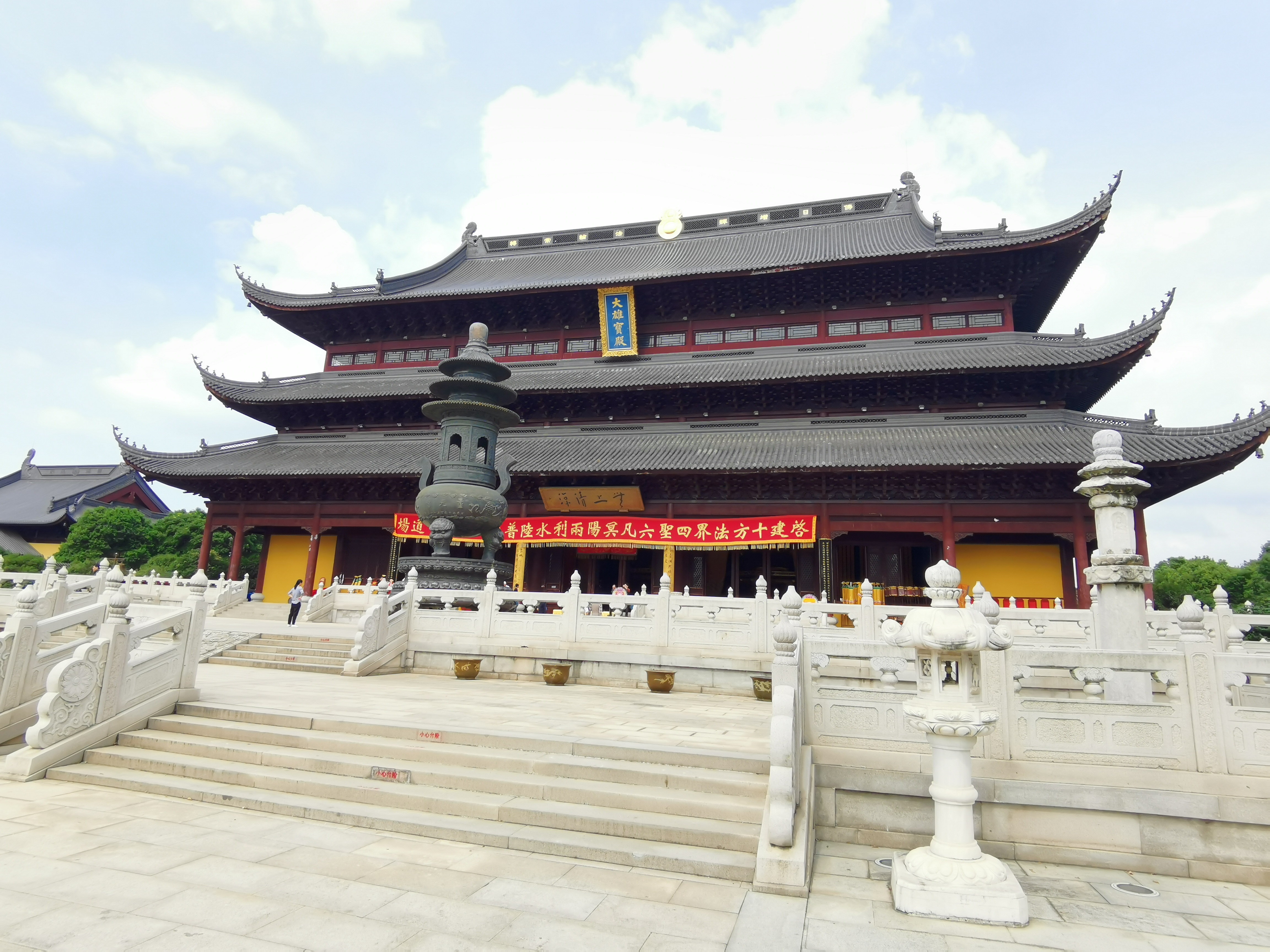
2020年 大雄宝殿
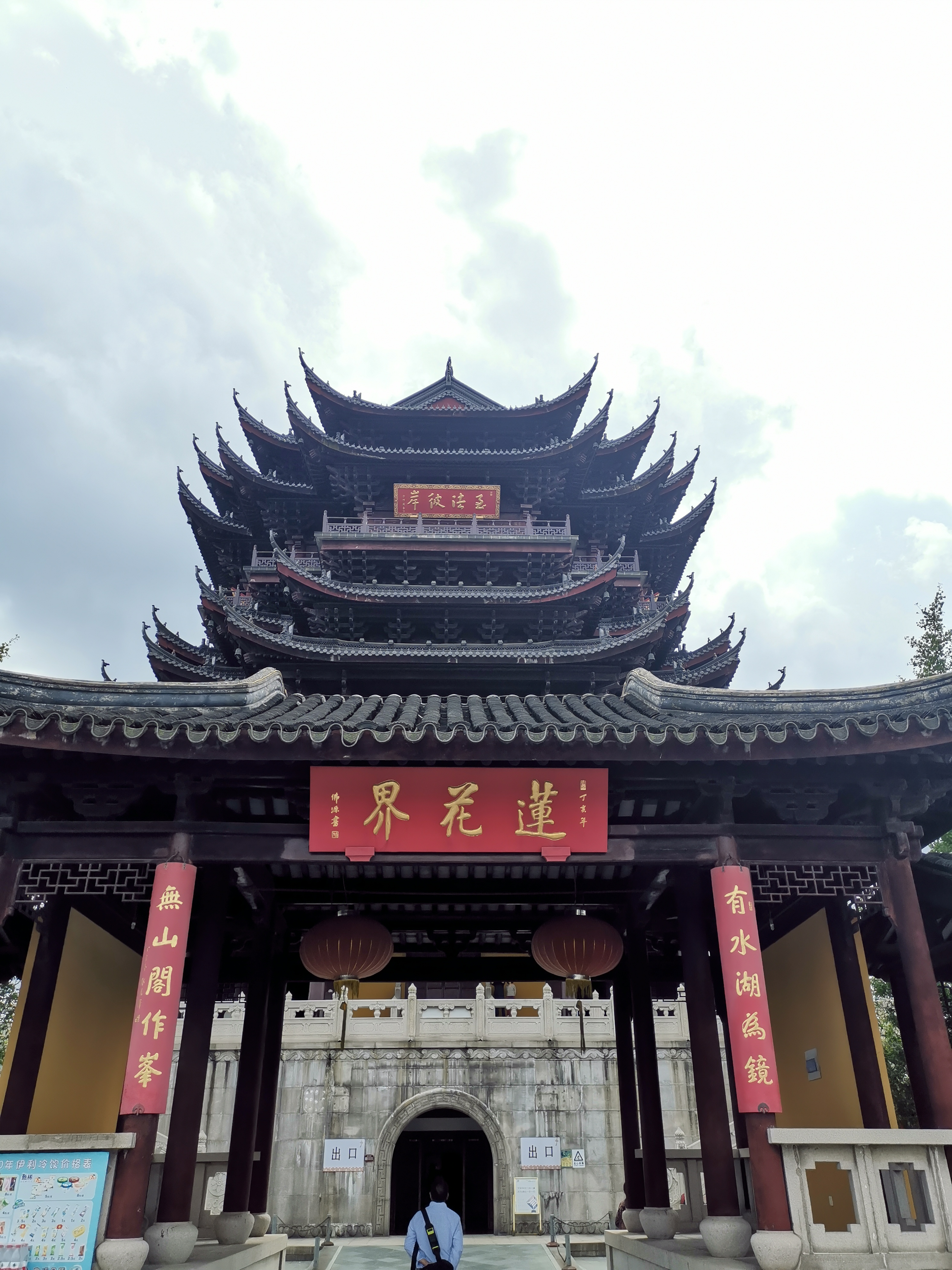
2020年 观音大士阁

## 外部連結
- 重元寺主頁 （页面存档备份，存于）